# Könige der Wellen
Könige der Wellen (Originaltitel: Surf’s Up; deutsch: Brandung oben) ist eine computeranimierte Filmkomödie aus dem Jahre 2007, die in der Art einer Mockumentary erzählt wird. Der Film wurde von Sony Pictures Animation produziert und in Deutschland von Sony Pictures Releasing verliehen. Premiere war am 2. Juni 2007 in Westwood. Am 13. September 2007 kam der Film in die deutschen Kinos.

## Handlung
Der junge Felsenpinguin Cody Maverick lebt zusammen mit seiner Mutter und seinem Bruder in einer Pinguinkolonie im Heimatort „Buenos Eisig“ (im Original „Shiverpool“) in der Antarktis. Es ist bereits einige Jahre her, da besuchte die Surfer-Legende Zeke „Big Z“ Topanga diesen Ort. „Big Z“ schenkte dem kleinen Cody eine Muschel-Halskette, ermunterte ihn, seinen eigenen Weg zu gehen und niemals aufzugeben. Seitdem ist „Big Z“ sein großes Vorbild und Cody ein leidenschaftlicher Surfer, der davon träumt, auch einmal als Surfer berühmt und respektiert zu werden. Big Z jedoch verstarb bei seinem letzten Surfwettkampf in den „Knochenbrechern“, einem äußerst gefährlichen Teil des Meeres, der von vielen Felsen gesäumt ist.
Eines Tages besucht Talentsucher Mike Abromowitz den Ort auf der Suche nach Surfern, die beim Surf-Wettbewerb im Gedenken an den verstorbenen „Big Z“ teilnehmen können. Durch seine Hartnäckigkeit gelingt es Cody, einen Platz zu ergattern. Auf der Fahrt auf die tropische Insel „Pin-Gu Eiland“ (im Original „Pen Gu Island“), dem Veranstaltungsort des Surf-Wettbewerbs, freundet Cody sich mit dem Surfer-Hahn Chicken Joe an, der auch am Wettbewerb teilnimmt. Auf der Insel angekommen, trifft Cody auf die hübsche Rettungsschwimmerin Lani, in die er sich verliebt.
Da bemerkt er, dass Tank Evans, der 9-malige Gewinner, gegen den auch Big Z bei seinem letzten Kampf antrat, Big Z aufs Gröbste verspottet. Wütend fordert Cody ihn heraus und hat beim Surfen einen Unfall. Dadurch tritt er auf einen Feuerseeigel.
Lani bringt den verletzten Cody daraufhin zu ihrem Onkel „Freak“ (im Original „Geek“), der zurückgezogen im Urwald der Insel lebt. Durch Zufall findet Cody heraus, dass es sich bei „Freak“ um die vermeintlich verstorbene Surfer-Legende „Big Z“ handelt. Dieser hatte seinen Tod nach einer sportlichen Niederlage gegen Tank Evans nur vorgetäuscht, um seinen Fans nicht als Verlierer gegenübertreten zu müssen. Cody will sich für den Wettbewerb von Big Z trainieren lassen, doch von diesem lernt er vor allem, dass es beim Surfen um mehr als nur ums Gewinnen geht.
Neben dem Favoriten Tank Evans erreichen Cody und Chicken Joe überraschend das Finale des Wettbewerbs. Im letzten Lauf wird Cody von Tank Evans hart angegangen, schafft es jedoch sein Surfbrett unter Kontrolle zu behalten und sogar den Weg für Chicken Joe freizusperren, dem es dadurch gelingt, den Wettbewerb zu gewinnen. Cody wird hingegen in den Knochenbrecher abgedrängt, in dem einst „Big Z“ seinen Tod vortäuschte. Dort hat Tank einen Unfall und muss von Lani gerettet werden, Cody aber muss sie zurück im Meer lassen.
Dort allerdings kommt ihm Big Z zur Hilfe, der Cody mit seinen unglaublichen Fähigkeiten, Wellen einzuschätzen, aus dem Wasser retten kann. Am Strand angekommen, gibt Big Z bekannt, dass er nicht tot ist. Cody gilt als Held am Strand, wird von Lani umarmt und von den Passanten gefeiert.

## Hintergrund
Die Vorproduktion begann bereits 2002. Die eigentlichen Dreharbeiten starteten am 23. August 2004. Die Produktionskosten wurden auf rund 85 Millionen US-Dollar geschätzt. Der Film feierte am 2. Juni 2007 seine Premiere im kalifornischen Westwood. Kinostart des von Sony Pictures Animation produzierten und Sony Pictures Imageworks animierten Films war in den USA am 8. Juni 2007 und in Deutschland am 13. September 2007. Der Film spielte in den Kinos weltweit rund 149 Millionen US-Dollar ein, davon rund 59 Millionen US-Dollar in den USA. An den deutschen Kinokassen wurden fast 950.000 Besucher gezählt. Bereits 18 Wochen nach dem Kinostart war der Film als DVD erhältlich.
Der Film war die zweite Animationsproduktion, bei der Jeff Bridges als Synchronsprecher beteiligt war. Die erste Produktion Das letzte Einhorn lag zu diesem Zeitpunkt bereits 25 Jahre zurück. Die Rolle des Onkel „Freak“ (im Original „Geek“) ist eine Hommage an die ebenfalls von Jeff Bridges verkörperte Rolle des „Dude“ aus dem Film The Big Lebowski.
Die beiden Regisseure Ash Brannon und Chris Buck steuerten die Synchronstimmen der Filmcrew, die die Dokumentation über Cody drehen, bei.
Als Cody zu Beginn gefragt wird, ob er noch andere Talente außer Surfen besitzt, stellt er die Gegenfrage: „Sowas wie singen und tanzen?“. Dies ist eine Anspielung auf einen weiteren computeranimierten Spielfilm, in dem auch Pinguine die Hauptdarsteller sind, der nur ein Jahr zuvor veröffentlicht wurde: Happy Feet.
Der Name des Fernsehsenders SPEN (Sports Penguin Entertainment Network) ist eine Anspielung auf den Sport-Fernsehsender ESPN. Sal Masekela, der im Film den SPEN-Fernsehsprecher spielt, ist auch bei ESPN als Sprecher tätig.
Im Film wurde an einer Stelle die Figur Meeper aus dem animierten Kurzfilm Die Chubbchubbs! im Hintergrund eingefügt. Der Kurzfilm (Originaltitel: The Chubbchubbs!) befindet sich zudem auf der DVD von Könige der Wellen. Daneben wurden kaum sichtbar an verschiedenen Stellen UFOs im Hintergrund eingefügt – ein Spaß der Animatoren, die wussten, dass Regisseur Ash Brannon ein UFO-Fan ist.
Das Animationsteam wurde an den Strand von Malibu geschickt, um Bewegungsabläufe und das Verhalten von Surfern zu studieren. Der brasilianische Surfer Renato Mendes, sein australischer Kollege Rory Nubbins sowie der Japaner Tatsuhi Kobayashi sind während des Wettkampfes im Film zu sehen. Der englische Originaltitel Surf’s Up ist ein Begriff aus der Surfer-Sprache und bedeutet so viel wie „hohe Brandung“ im Wasser oder allgemein „gute Surfbedingungen“.

## Synchronisation
Das deutschsprachige Dialogbuch schrieb Michael Nowka, der ebenfalls die Dialogregie übernahm.
Die deutsche Synchronisation des Films übernahm die Berliner Synchron AG in Berlin.
| Rollenname                   | Figur            | Originalsprecher | Deutscher Sprecher       |
| ---------------------------- | ---------------- | ---------------- | ------------------------ |
| Cody Maverick                | Felsenpinguin    | Shia LaBeouf     | Robert Stadlober         |
| Lani Aliikai                 | Eselspinguin     | Zooey Deschanel  | Jessica Schwarz          |
| Zeke „Big Z“ Topanga / Freak | Kaiserpinguin    | Jeff Bridges     | Thomas Fritsch           |
| Chicken Joe                  | Hahn             | Jon Heder        | Dieter Landuris          |
| Tank Evans                   | Königspinguin    | Diedrich Bader   | Engelbert von Nordhausen |
| Reggie Belafonte             | Seeotter         | James Woods      | Bodo Wolf                |
| Mike Abromowitz              | Sandstrandläufer | Mario Cantone    | Rainer Fritzsche         |
| Glen Maverick                | Felsenpinguin    | Brian Posehn     | Daniel Fehlow            |
| Edna Maverick                | Felsenpinguin    | Dana Belben      | Almut Zydra              |
| SPEN-Fernsehsprecher         | Seelöwe          | Sal Masakela     | Michael Nowka            |
| Arnold                       | Kaiserpinguin    | Reed Buck        | Salvadore-Hugo Garth     |
| Kate                         | Kaiserpinguin    | Reese Elowe      | Marie Hinze              |
| Smudge                       | Kaiserpinguin    | Jack P. Ranjo    | Paul Gerlitz             |
| Rob Machado                  | Adeliepinguin    | Rob Machado      | Derrick Williams         |
| Kelly Slater                 | Zügelpinguin     | Kelly Slater     | Warner Poland            |

## Soundtrack
Am 10. Oktober 2007 wurde von Sony ein Soundtrack bestehend aus 14 Titeln veröffentlicht:
| Nr. | Interpret                      | Titel                                |
| --- | ------------------------------ | ------------------------------------ |
| 1   | 311                            | Reggae Got Soul                      |
| 2   | Incubus                        | Drive                                |
| 3   | Dirty Heads                    | Stand Tall                           |
| 4   | Ms. Lauryn Hill                | Lose Myself                          |
| 5   | Ken Andrews                    | Just Say Yes                         |
| 6   | Forro in the Dark              | Forrowest                            |
| 7   | Nine Black Alps                | Pocket Full Of Stars                 |
| 8   | Sugar Ray                      | Into Yesterday                       |
| 9   | Pearl Jam                      | Big Wave                             |
| 10  | The Big Nose                   | Wipe out                             |
| 11  | Priestess                      | Run Home                             |
| 12  | The Romantics                  | What i like about you                |
| 13  | New Radicals                   | You get what you give                |
| 14  | Bob Wills & His Texas Playboys | Hawaiian War Chant (Ta-Hu-Wa-Hu-Wai) |

Die beiden Titel „Holiday“ und „Welcome to Paradise“ der Band Green Day wurden zwar im Film verwendet, befinden sich aber nicht auf dem Soundtrack-Album zum Film.

## Kritiken
Gernot Gricksch schrieb in der Zeitschrift TV Digital 19 vom 7. September 2007, dass der sprunghafte Stil des Films Kinder verwirren dürfte, Erwachsene hingegen würden vergebens nach so etwas wie einer Handlung suchen. Es würden Top-Tricks gezeigt, aber insgesamt nicht so gut wie beim Pinguinfilm Happy Feet.
Das Lexikon des internationalen Films urteilt: „Was in Form und Inhalt originell als »Surf-Dokumentation« beginnt, verflacht schnell zur üblichen »Underdog kommt groß heraus«-Geschichte, die von coolen, aber wenig sympathischen Charakteren beseelt ist. Auch die ausgefeilte Tricktechnik kann den auf Bewährtes setzenden, für eine Komödie nur bedingt amüsanten Film nicht retten.“

## Nominierungen und Auszeichnungen
Der Film wurde im Jahr 2008 für zahlreiche Auszeichnungen nominiert, konnte jedoch lediglich zwei der Preise – beides Annie Awards – gewinnen.
Beim Young Artist Award wurde der Film in der Kategorie „Best Family Feature Film (Animation)“ nominiert. Bei den VES Awards erhielten Rob Bredow, Lydia Bottegoni, Daniel Kramer und Matt Hausman eine Nominierung in der Kategorie „Best Single Visual Effect of the Year“ für die Surf-Szene in der sich brechenden Welle. Mit einer Nominierung in einer ähnlichen Kategorie „Outstanding Effects in an Animated Motion Picture“ wurden Rob Bredow, Daniel Kramer, Matt Hausman und Danny Dimian bei den VES Awards bedacht. Ebenfalls bei den VES Awards wurden David Schaub, Moon-Jung Kang, Brian Casper und Andreas Procopiou für die Rolle des Chicken Joe in der Kategorie „Outstanding Animated Character in an Animated Motion Picture“ nominiert, während David Schaub, Peter Nash, James Crossley und Shia LaBeouf eine Nominierung in derselben Kategorie für die Rolle des Cody erhielten.
Bei den Golden Reel Awards erfolgte eine Nominierung in der Kategorie „Best Sound Editing – SFX, Foley, Dialogue & ADR for Feature Film Animation“ für Steven Ticknor, Martin Lopez, Michael J. Benavente, Jason King, Ulrika Akander, Gary A. Hecker sowie Michael J. Broomberg.
Bei den Annie Awards gewannen Deborah Carlson in der Kategorie „Best Animated Effects“ und John Clark in der Kategorie „Best Animation Production Artist“, während es zu acht weiteren Nominierungen kam. Diese waren im Einzelnen das „Best Animated Feature“ für den Film und personenbezogene Auszeichnungen für Dave Hardin („Best Character Animation in a Feature Production“), Alan Hawkins („Best Character Animation in a Feature Production“), Sylvain Deboissy („Best Character Design in an Animated Feature Production“), Ash Brannon und Chris Buck („Best Directing in an Animated Feature Production“), Marcelo Vignali („Best Production Design in an Animated Feature Production“), Denise Koyama („Best Storyboarding in an Animated Feature Production“) sowie Don Rhymer, Ash Brannon, Chris Buck und Christopher Jenkins („Best Writing in an Animated Feature Production“).
Die Saturn Awards brachten eine Nominierung des Films in der Kategorie „Best Animated Film“.
Bei der Verleihung des Oscar wurden Ash Brannon und Chris Buck mit einer Nominierung in der Kategorie „Best Animated Feature Film of the Year“ bedacht. Dies war für viele Kritiker eine überraschende Nominierung, da neben den beiden nominierten Filmen Ratatouille und Persepolis mit einer Nominierung des an den Kinokassen überaus überzeugenden Films Die Simpsons – Der Film gerechnet wurde.